# NIE
NIE（エヌアイイー、Newspaper in Education）とは、学校等で新聞を教材として活用し、興味や関心の幅を広げる社会運動であり、教育手法である。NIEの日本語訳は、「教育に新聞を」という意味である。

## 概要
アメリカ合衆国で1930年代にニューヨーク・タイムズが新聞の教材としてハイスクールでの利用を考え始めたもので、組織的なNIEの始まりは、1955年にアイオワ州で実施された「中学生の文字との接触調査」がきっかけで、同調査では、対象となった5500人の生徒の内、男子40％、女子33％が、教室外では全く活字を読まないという実態が明らかになり、これに驚いた地元紙であるデモイン・レジスターが、アメリカ教育協会の協力の元、NIC(Newspaper In Classroom）運動を開始。2016年4月時点で、世界新聞協会によると NIEを教育上利用している国家は80ヵ国以上で実施されている。
日本では、1985年に静岡県で開催された、日本新聞協会加盟各社の第38回新聞大会において、当時の新聞協会長が、若年層の文字離れ、読書嫌いの傾向に歯止めを掛け、児童、生徒が活字文化に親しむ手段、方法の一つとして、NIEプログラムの重要性を提唱し、翌月、販売委員会にNIE専門部会が設立される。
翌1986年から具体的な活動を始め、同年3月、アメリカで開かれた第15回米国NIE大会に部会長を、翌年1987年3月、北欧4国に副部会長2人を派遣。同年4月パンフレットを作成し、文部省や全国の教育委員会、小・中学校、高等学校、PTA、新聞協会会員各社等に配布し周知。同年10月、新聞協会理事会にて専門部会を発展解消を承認し、1988年2月、NIE委員会（各新聞社の担当役員・局長で構成）を設立した。その後、実務を担うNIE専門部会（各新聞社のNIE実務者で構成）は、NIE委員会のもとにある。
東京都の小中学校教師の新聞活用授業研究会を基盤に「東京NIE推進委員会」を設立し、1989年9月、小学校1校、中学校2校で全国初のパイロット計画を開始した。1992年には新潟県が参加し、1994年から全国的に拡大した。
1996年に「NIE実践校」制度が制定され、翌年には47都道府県で実践されるようになった。日本新聞協会は日本国内で500以上の小中高校を NIE実践指定校に認定している。（2023年度のNIE実践指定校数は530）
日本新聞協会は1998年3月2日、NIE事業発展のため、日本新聞教育文化財団を設立した。2011年3月に日本新聞協会が財団を合併し、NIE事業を進めている。

## NIE全国大会

### 大会概要
日本新聞協会が主催となって、NIE全国大会を開催している。大会では、小学校・中学校・高等学校・特別支援学校のNIEの実践者による公開授業や実践発表を通じて、NIEに関心のある教員をはじめとする教育関係者や新聞関係者、研究者、関心を持つ市民との交流の場となっている。

### 第29回（京都市2024年）
・大会スローガン　
　　探究と対話を深めるＮＩＥ　デジタル・多様性社会の学びに生かす
　・開催日時　2024年8月1日（木）・２日（金）
　●１日目
　　・会場　ロームシアター京都
　　・プログラム　
　　　基調講演	「刷り物の字が教えた日本」磯田道史氏
　　　　　（歴史家、国際日本文化研究センター教授）
　　　パネルディスカッション「きょうを読み、あすを解く（ＮＩＥの歴史と可能性）」
　●２日目
```
　　・会場　京都経済センター
 　 ・プログラム
  　・小・中・高・特別支援学校・インターナショナルスクールの公開授業・実践発表
```

　　 ・ポスターセッション（上記の発表校以外の教員・市民・生徒らが発表、交流できる）
　　・特別分科会：「子ども新聞、子ども記者活動」・「京都のＮＩＥ史」

### 過去の大会　概要
過去の大会の概要については、NIE全国大会
で確認できる。大会スローガンは、時流に沿ってテーマを決め、公開授業や実践報告が実施されている。
●第28回　(松山市・2023年）
　大会スローガン	ＩＣＴでひらくＮＩＥ新時代
●第27回　(宮崎市・2022年）
　大会スローガン	いまを開き 未来を拓く ＮＩＥ
●第26回　(札幌市・2021年オンライン開催）
　大会スローガン	新しい学びを創るＮＩＥ～家庭、教室、地域をむすぶ～
●第25回　(東京都・2020年オンライン開催）
　大会スローガン	ともに生きる　新聞でつながる
●第24回　(宇都宮市・2019年）
　大会スローガン	深い対話を育むNIE
●第23回　(盛岡市・2018年）
　大会スローガン	新聞と歩む　復興、未来へ
●第22回　(名古屋市・2017年）
　大会スローガン	新聞を開く　世界をひらく
●第21回　(大分市・2016年）
　大会スローガン	新聞でわくわく　社会と向き合うNIE
●第20回　(秋田市・2015年)
　大会スローガン	「問い」を育てるNIE～思考を深め、発信する子どもたち～
●第19回　(徳島市・2014年)
　大会スローガン	よき紙民になる―子どもに意欲を持たせるNIE活動
●第18回　(静岡市・2013年)
　大会スローガン	「学び」発見―ふじのくにから「やさしいNIE」
●第17回　(福井市・2012年)
　大会スローガン	「考える人」になる　いかそう新聞　伸ばそう生きる力
●第16回　(青森市・2011年)
　大会スローガン	読み解く力　新聞で　―学校・家庭・地域からNIE
●第15回　(熊本市・2010年)
　大会スローガン	学校から社会へ～学びを深め、暮らしに生きるNIE
●第14回　(長野市・2009年)
　大会スローガン	わかる ひろがる つながるNIE
●第13回　(高知市・2008年)
　大会スローガン	こどもが拓くNIE　地域に根ざす学び求めて
●第12回　(岡山市・2007年)
　大会スローガン	学びあい　世界を広げるNIE(教育に新聞を)
●第11回　(水戸市・2006年)
　大会スローガン	学校から家庭・地域へ広めようNIE
●第10回　(鹿児島市・2005年)
　大会スローガン	広げよう　深めようNIE～豊かな学びを求めて～
●第9回　(新潟市・2004年)
　大会スローガン	活字文化を大切に　発展させようNIE
●第8回　(松江市・2003年)
　大会スローガン	明日に生きる力はぐくむNIE～学校・家庭・地域とともに～
●第7回　(札幌市・2002年)
　大会スローガン	踏み出そう新世紀NIE～北の大地からの発信～
●第6回　(神戸市・2001年)
　大会スローガン	21世紀をひらくNIE
●第5回　(横浜市・2000年)
　パネルディスカッションのテーマ	
　　NIE活動はどう学校を変えていくか
●第4回　(大阪市・1999年)
　パネルディスカッションのテーマ	
　　期待膨らむNIE──総合的な学習で「生きる力」を
●第3回　(仙台市・1998年)
　パネルディスカッションのテーマ	
　　NIEはいま―2002年の新教育課程に向けて
●第2回　(広島市・1997年)
　パネルディスカッションのテーマ	
　「生きる力」をはぐくむNIE
●第1回　(東京都・1996年)
　パネルディスカッションのテーマ	
　　報道・取材と教育の現場－NIE運動の可能性を求めて－

## 活用方法

### 活用例
新聞協会が発刊している「NIEガイドブック」に主な活用例が記載されており、実際活用する場合、近々の視点や掲載記事以外の教材採用を提唱している。
- 小学校のNIE実践事例
  - 低学年：「新聞に慣れる」ことを重視[6]
  - 中学年：テーマを設けた新聞のスクラップや内容の要約、新聞の読み方の練習
  - 高学年：記事を要約した上で、自分の考えを述べ、意見交流や新聞社へのに意見投書、記事内容についてのディベート

- 中学校のNIE実践
  - 国語：社説、コラム、投書欄、人物欄等を読込み、要旨を簡潔に要約、意見、感想発表、グループ討論を開く[7]
  - 社会科：環境、福祉、高齢化、ボランティア等の課題教育教材[8]
    - 地理：自然環境、資源エネルギー問題[8]
    - 公民：裁判制度、少子高齢化[8]
    - 歴史：北方領土問題[8]

- 高等学校のNIE実践
  - 国語：関心のある記事を元に、自身の発表、ディベート。複数紙読み比べでのメディアリテラシー学習、小論文作成時の情報収集[9]
  - 地歴・公民：社会問題を考える際に、新聞記事を参考に活用[10]

### プログラムの適用年齢
何歳からNIEを開始することが適当なのかという適応年齢についてのFIEJの問合せに対する各国の反応は、アメリカ、カナダ、南アフリカが「全年齢」、イギリス、オーストラリア、トリニダード・トバゴ、スウェーデンが「5歳から12歳」、オランダ、ノルウェーが「10歳から18歳」と見解が分かれている。低年齢層を重視する国々は、「低年齢の児童は若者よりも新聞に強い興味を示す」、「ものごとに対する態度が固まっておらず、閲読能力の発達期である」と言う年齢特性を踏まえてたが、ティーンエージャーをも対象とするアメリカでは、年齢を問わず高校、大学、生涯学級など幅広い年齢層でNIEを展開している。

## 問題点
- 教育現場の中で、NIEのノウハウを持っている教師が継続的に赴任するわけではないので、異動後の授業ノウハウの継承が出来ない[11]。
- 年間の指導計画の中で、上位の位置付けをされていないため、授業消化よりも優先順位が下がるため継続性に問題が生じる[11]。
- 評価方法が定まっていないので、教師の主観や恣意的判断が問題になり得る[11]。